# Charles Nollet
Charles Nollet, francoski general, * 1865, † 1941.
1. 1 2  data.bnf.fr: platforma za odprte podatke — 2011.
2. ↑  podatkovna baza Léonore — ministère de la Culture.